# Leszek Słupecki
Leszek Paweł Słupecki (* 1956) ist ein polnischer Historiker. Sein Spezialgebiet sind die Geschichte und Archäologie des Mittelalters sowie die Geschichte der heidnischen Religionen im Norden.
Słupecki studierte Geschichte. Derzeit ist er ordentlicher Professor und Leiter der Abteilung für Mittelalterliche Geschichte und Nordistik an der Universität Rzeszów. Des Weiteren ist er assoziiert mit dem Institut für Archäologie und Ethnologie der Polnischen Akademie der Wissenschaften. Besonders lehrt und forscht er zu den paganen Religionen der Germanen und Slawen.

## Veröffentlichungen (Auswahl)
- Slavonic pagan sanctuaries. Warschau 1994
- Wojownicy i wilkołaki. Warschau 1994
- Wyrocznie i wróżby pogańskich Skandynawów: studium do dziejów idei przeznaczenia u ludów indoeuropejskich. Warschau 1998
- Mitologia skandynawska w epoce wikingów. Krakau 2003